# Fionnuala Sherry

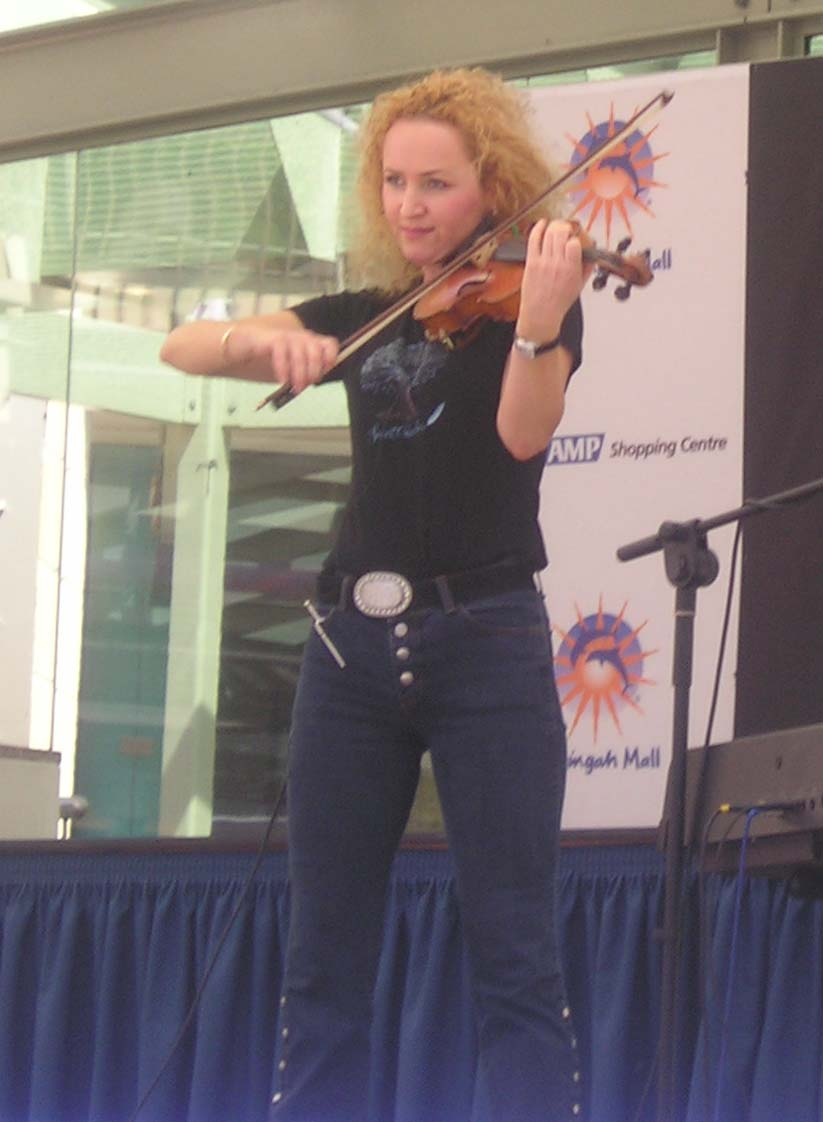
Fionnuala Sherry

Fionnuala Sherry (Naas, 20 september 1962) is een Ierse violiste.
Ze is de vrouwelijke helft van de groep Secret Garden, die al meer dan 3 miljoen albums verkocht. In 1995 schreef de groep zich in voor de Melodi Grand Prix in Noorwegen, voor deze gelegenheid engageerde de groep zangeres Gunnhild Tvinnereim. Veel werk had ze niet, want er waren slechts 24 woorden in Nocturne, maar ze wonnen zowel de Melodi Grand Prix als het Eurovisiesongfestival.
- Library of Congress Control Number: no2012024024
- MusicBrainz: 0d411046-0ab8-47ae-9b97-a98b8a3340e2
- Nationale Bibliotheek van Israël: 987007404930405171
- Virtual International Authority File: 2146331724718690558
- WorldCat: E39PBJyhhYhFhhd36XrC6pj6Kd